# Gesnerus
La revue Gesnerus, sous-titrée Revue suisse d'histoire de la médecine et des sciences naturelles, est une revue scientifique à comité de lecture.
Gesnerus est l'organe officiel de son éditeur éponyme, la Société suisse d'histoire de la médecine et des sciences naturelles (SSHMSN). Aujourd'hui, l'usage du romanche ayant été abandonné, les langues de publication sont l'allemand, le français, l'italien et l'anglais, et tous les articles sont accompagnés d'un résumé en anglais.
Gesnerus, « dont l'influence dépasse largement les frontières helvétiques », publie des communications originales et des documents qui touchent à l'histoire de la médecine et des sciences. La revue met l'accent sur la théorie de sa discipline et sur les aspects sociaux des thèmes dont elle traite. Elle informe également ses lecteurs de l'actualité, ainsi que des perspectives nouvelles qui s'ouvrent dans les domaines qui la concernent et dont elle leur rend compte, entre autres, grâce à sa revue critique, qui les tient au courant des parutions récentes.
La revue, fondée en 1943 par Carl Haffter (de), rend hommage dans ses premiers numéros à Galilée, Goethe et Lavoisier. D'abord principalement tournée vers l'Antiquité et la Renaissance, elle bénéficie au sortir de la guerre et dans les années 1950 de l'intérêt universellement accru pour l'histoire des sciences et elle reçoit de plus en plus de savants étrangers, tels que Louis Leakey ou Owsei Temkin. À partir de 1960, et sous la direction d'Erwin Ackerknecht (en), elle publie des historiens de la médecine aussi mondialement connus que Lanfranco Belloni, William Bynum, Erna Lesky (de) ou Jean Starobinski.
Dans les années 1970 et 1980, avec la fondation du Musée d'histoire des sciences de Genève et des instituts d'histoire de la médecine de Lausanne et Genève, la quantité des matériaux et le nombre des chercheurs ont encore beaucoup augmenté et Gesnerus continue d'élargir ses perspectives et de s'accroître en volume.
Les trois premières années qui suivent la publication d'un numéro, seuls sont librement consultables les résumés des articles et la liste des ouvrages recensés. La totalité des contenus devient alors accessible en ligne gratuitement, sur le site des archives de la revue.

## Sources
- Amy Rodgers, « Gesnerus (1943-) », World History of Science Online (consulté le 3 octobre 2013).
- Antoinette Emch-Dériaz, « Gesnerus by Carl Haffter », Isis, vol. 82, no 2,‎ juin 1991, p. 313-314 (lire en ligne, consulté le 9 janvier 2013).